# Борочиче
Борочиче — село в Луцькому районі Волинської області України. Входить до складу Мар'янівської селищної громади. Населення становить 1205 осіб.
Борочиче межує з селищем Мар'янівка, селом Широке та із селом Борисковичі.

## Історія
До 17 січня 2019 року село підпорядковувалось Цегівській сільській раді Горохівського району Волинської області.

## Населення
Згідно з переписом УРСР 1989 року чисельність наявного населення села становила 1348 осіб, з яких 632 чоловіки та 716 жінок.
За переписом населення України 2001 року в селі мешкало 1335 осіб.

### Мова
Розподіл населення за рідною мовою за даними перепису 2001 року:
| Мова       | Відсоток |
| ---------- | -------- |
| українська | 99,70 %  |
| російська  | 0,22 %   |
| угорська   | 0,07 %   |